# Philippe Cambie
Philippe Cambie, né le 21 janvier 1962 à Pézenas (Hérault) et mort le 18 décembre 2021 à Châteauneuf-du-Pape (Vaucluse), est un œnologue français employé par le groupe ICV (Institut Coopératif du Vin), dans la vallée du Rhône méridionale, reconnu par la presse pour avoir œuvré au renouveau des vins du Rhône.

## Biographie
Philippe Cambie est le fils d'Yves Cambie et de Jacqueline Blasco Villalonga. Il grandit au domaine de Montplaisir à Castelnau-de-Guers qui est la propriété de son père.
Il obtient d’abord un diplôme universitaire de technologie (DUT) en industrie alimentaire à Montpellier, et ensuite fait l'École nationale supérieure des industries agricoles et alimentaires. Au cours de ses études, il approfondit ses connaissances en microbiologie afin d’accroître sa maîtrise des processus de vinification. Il complète sa formation par un diplôme d'œnologie obtenu à la Faculté de Pharmacie de Montpellier en 1986,.
Après de nombreuses expériences dans le milieu du vin, de la mise en bouteille dans le Vaucluse en passant par le négoce dans le bordelais et le nord de la France ou par le commerce dans le sud de la France jusqu'à la maîtrise de la production dans le Roussillon, il démarre une activité de conseil en 1998 au sein du Groupe ICV/VVS où il est toujours salarié en 2021. Le secteur Vallée du Rhône du groupe ICV se developpe au début des années 2000 pour passer de 2 à 8 œnologues et ingénieurs agronomes consultants et s'installe à Beaumes-de-Venise avec une capacité de 1 000 analyses par jour.
Avec plus de 70 vignerons indépendants accompagnés dans le sud de la vallée du Rhône, l'Espagne, la Macédoine et la Roumanie, Philippe Cambie devient également en 2017 consultant au Cellier des Princes, seule cave coopérative de l'appellation Châteauneuf-du-pape.
Philippe Cambie est un œnologue internationalement reconnu. En 2010, il est sacré œnologue de l'année par Robert Parker. L'année suivante le magazine Wine Enthusiast le classe parmi les cinq œnologues de l'année. D'une très grande culture œnophile, il intervient en qualité d'œnologue plus particulièrement sur les vins du sud de la vallée du Rhône, de Châteauneuf-du-Pape et issus du cépage grenache,.
Philippe Cambie a également joué au rugby, auquel il fait parfois référence,.
Philippe Cambie meurt brusquement le 18 décembre 2021 à l'âge de 59 ans,, à son domicile de Châteauneuf-du-Pape,. Dans l'avis de remerciement à la suite de son décès paru dans la presse régionale, il est indiqué qu'il repose dans le caveau familial avec son père et une bouteille de Châteauneuf-du-Pape.

## Activités
En parallèle de son activité de consultant, il est également investi dans plusieurs projets viti-vinicoles, en tant que :
- copropriétaire avec Gilles Ferran du domaine Calendal au Plan-de-dieu[15],
- associé des « Halos de Jupiter » à Caissargues avec Michel Gassier[16],
- associé pour Tenet Wines avec Bob Bertheau (Chateau Ste. Michelle) et Michel Gassier dans l'État de Washington (Columbia Valley),
- associé avec Justin Smith (Saxum Vineyards) et Sasha Verhage dans le projet « Downstream » à base de zinfandel, de mourvèdre et de petite syrah de Californie (Paso Robles),
- associé avec Adam Lee (cofondateur de Siduri Wines) dans le projet « Beau Marchais » constitué de pinot noir de Californie,
- associé avec Phil Coturri (Winery Sixteen 600) dans le projet « À deux têtes » composé avec du grenache de Californie (Napa Valley et Sonoma Valley),
- associé avec Manfred Krankl (Sine Qua Non) pour la cuvée Chimère.

### Internet
- Site officiel
- Jean François Guyard, « Philippe Cambie, La force tranquille du Rhône méridional » [PDF], sur vinifera-mundi.ch, 13 mars 2010.
- (en) Yohan Castaing, « Q&A: Philippe Cambie, Wine Consultant », sur Wine-searcher, 6 mars 2013.

### Presse
- « Cambie, l'homme de fer », sur LaProvence.com, 10 octobre 2015.
- « Philippe Cambie, apôtre du dialogue gustatif », Le vigneron des Côtes du Rhône et du Sud-Est, no 890,‎ avril 2019, p. 34-35 (lire en ligne [PDF]).
- Chantal Sarrazin, « Philippe Cambie, l'ambassadeur », Terre de Vins, Numéro spécial Sud,‎ 2019, p. 16 (lire en ligne [PDF]).
- « Philippe Cambie : " Mon approche " », In Vino Veritas, no 154,‎ juin-juillet 2012, p. 23-24 (lire en ligne [PDF]).
- Alissandre Allemand, « Gard rhodanien : Philippe Cambie mise sur le domaine Clavel », sur Midi libre, 11 septembre 2015.
- (en) Mitch Frank, « Châteauneuf-du-Pape’s Driving Force », sur Wine Spectator, 30 novembre 2012.
- (en) Kurtis Kolt, « Philippe Cambie wines celebrate Grenache as the king grape—the Pinot Noir of the Rhone », sur The Georgia Straight, 8 juin 2016.

### Vidéos
- « Halos de Jupiter » [vidéo], sur Famille Gassier (Youtube.com), 13 mars 2017.
- « Introducing Tenet Wines » [vidéo], sur Tenet Wines (Youtube.com), 18 septembre 2015.